# Grebbans kvarn
Grebbans kvarn är en tidigare kvarn i Hjo socken vid Hjoån i naturreservatet Hjoåns dalgång i tätorten Hjo.
Grebbans kvarn är en tre våningar hög byggnad i rött tegel från 1902, med ett högt hörntorn, som Åsens herrgård byggde på platsen för en äldre skvaltkvarn. 
Vattenfallet vid Grebbans kvarn är Hjoåns enda naturliga vattenfall, vilket på 1300-talet ledde till kvarndrift, känd sedan 1386. Kvarnplatsen är dokumenterad från senare delen av 1600-talet, då den hette "Såg Qvarn" på Hjos stadskarta från 1696. 
Vid kvarnen finns synliga grunder efter bland annat mjölnarbostad, ladugård och andra ekonomibyggnader. 150 meter nedanför kvarnen fanns vid slutet av 1800-talet också en barkstamp. 
Kvarndriften upphörde på 1930-talet och byggnaderna förföll efterhand. På 1990-talet rustades kvarnbyggnaden upp av Hjo kommun 1995 och 2006.
Hjo kommun äger fallrätten vid Grebbans kvarn. Den anlade 2001 en fiskväg vid Grebbans kvarn för att underlätta vandring av Vätteröring i vattensystemet.

## Bildgalleri

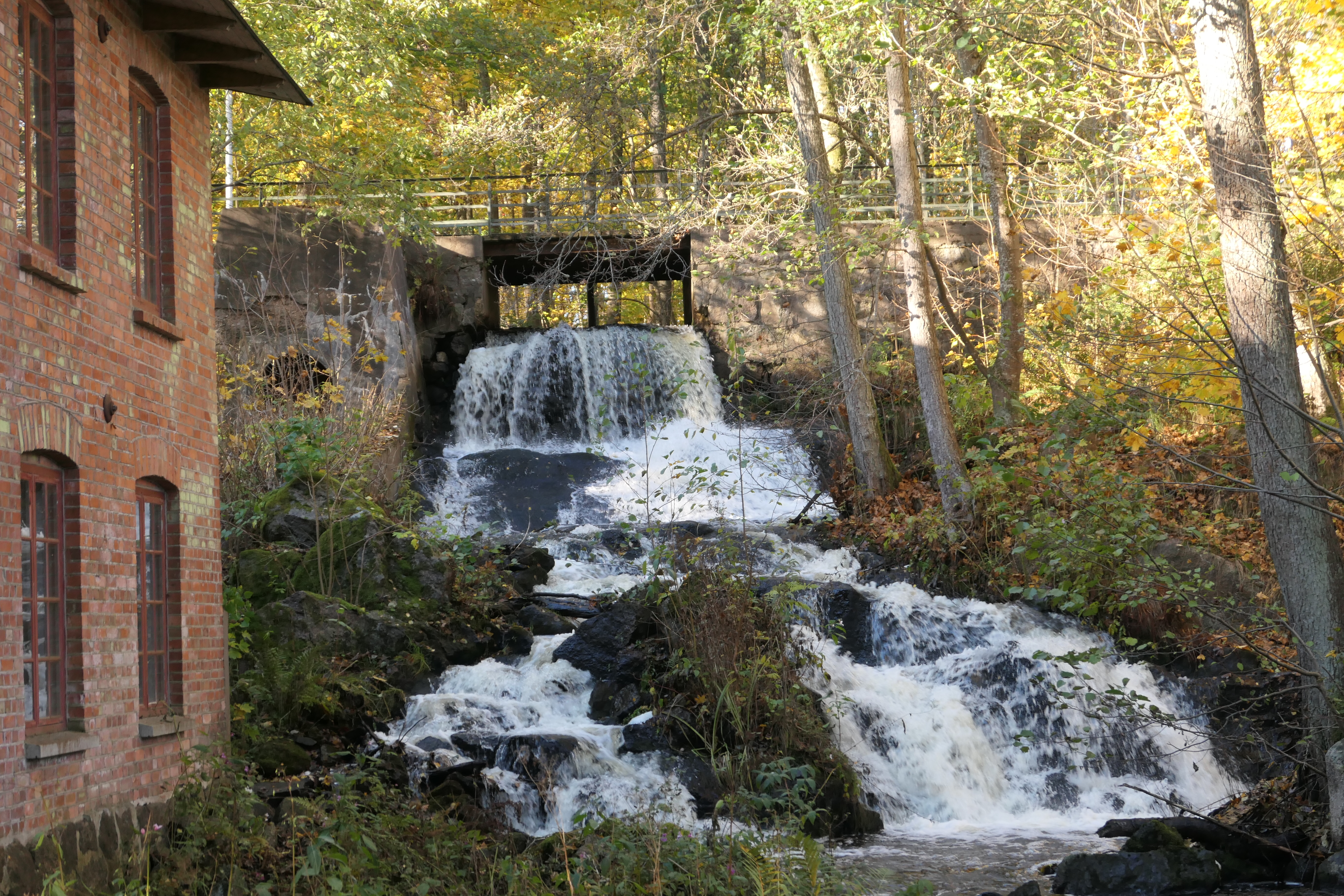
Vattenfallet
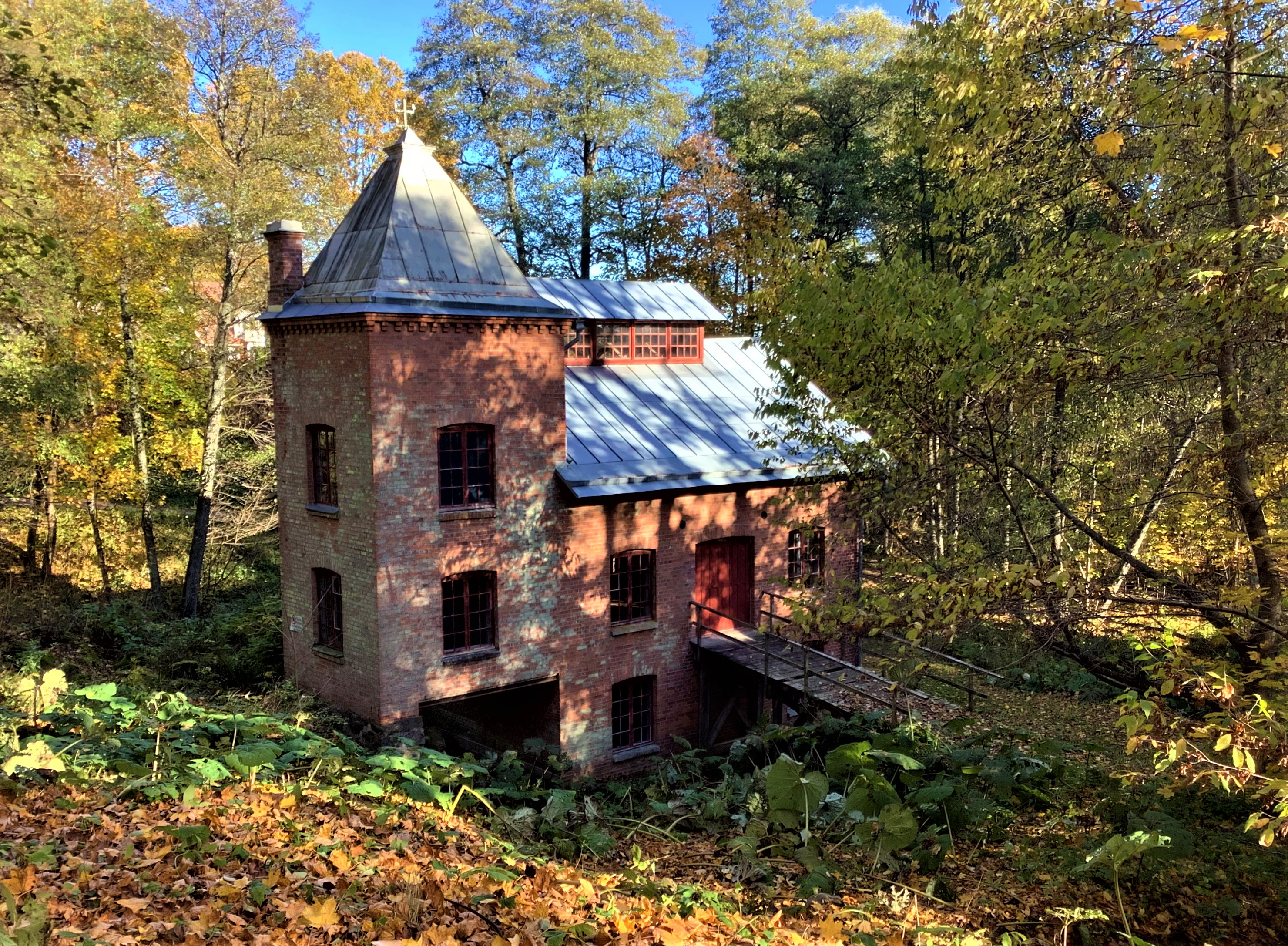
Grebbans kvarn från väster
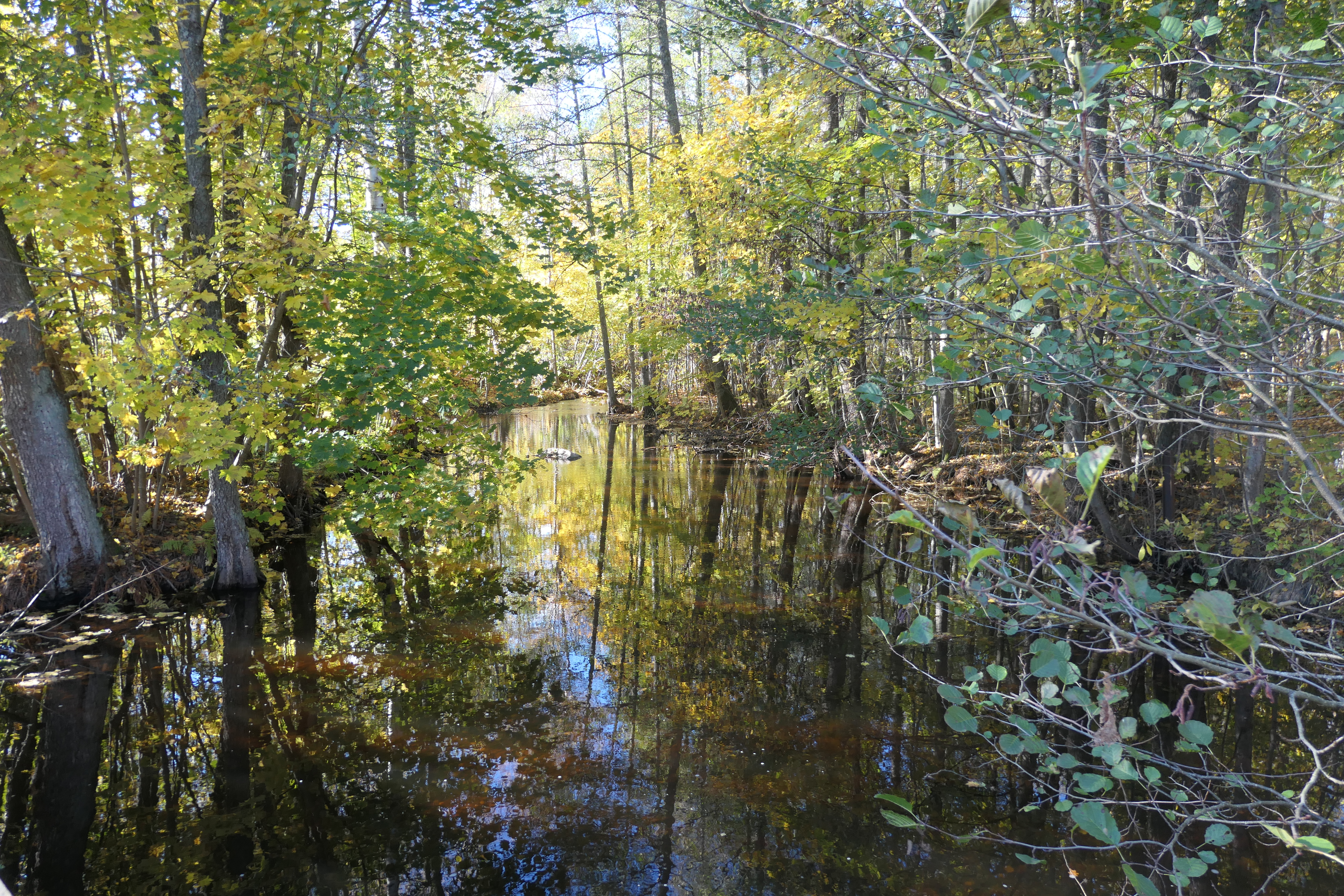
Kvarndammen
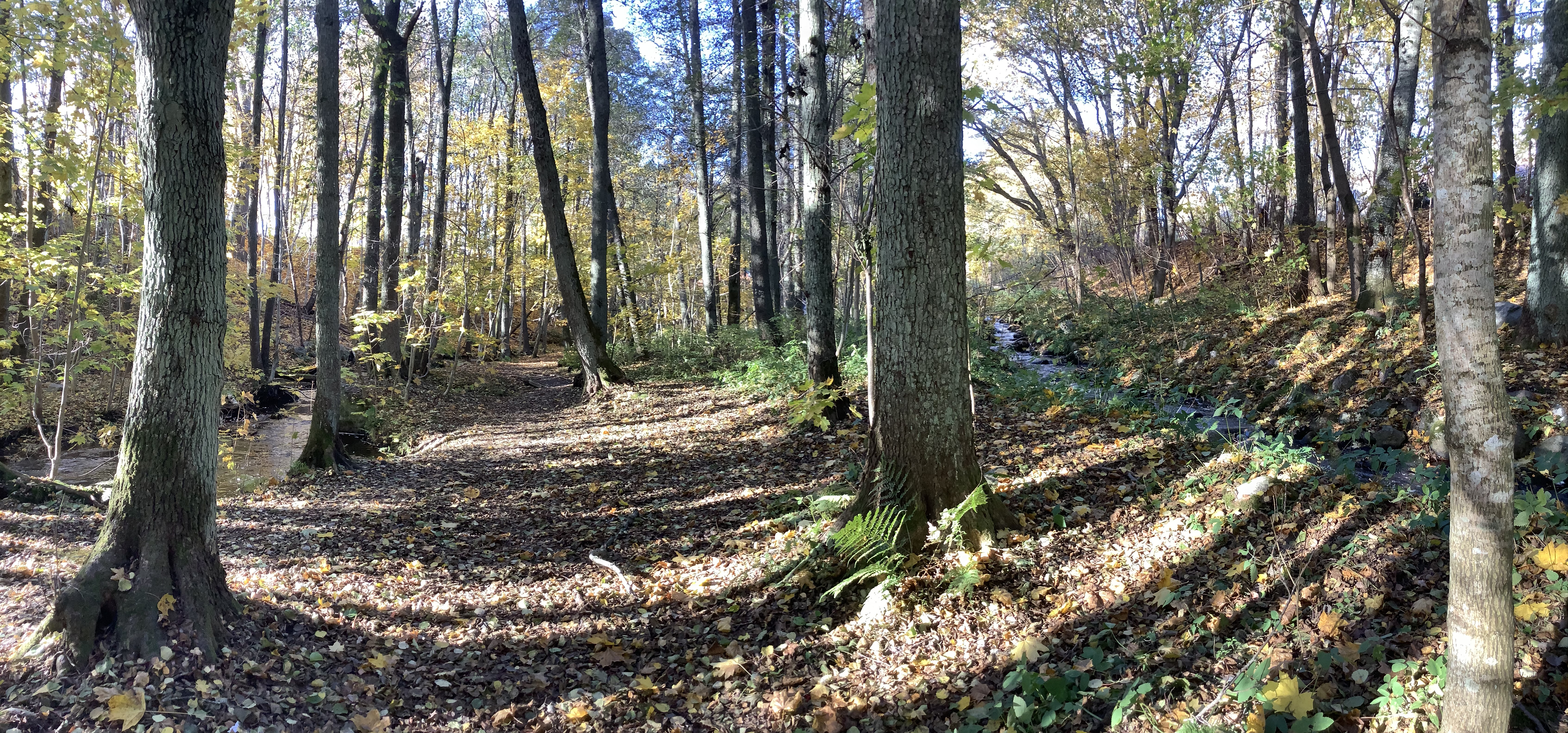
Hjoån till höger, en konstgjord fiskväg till vänster
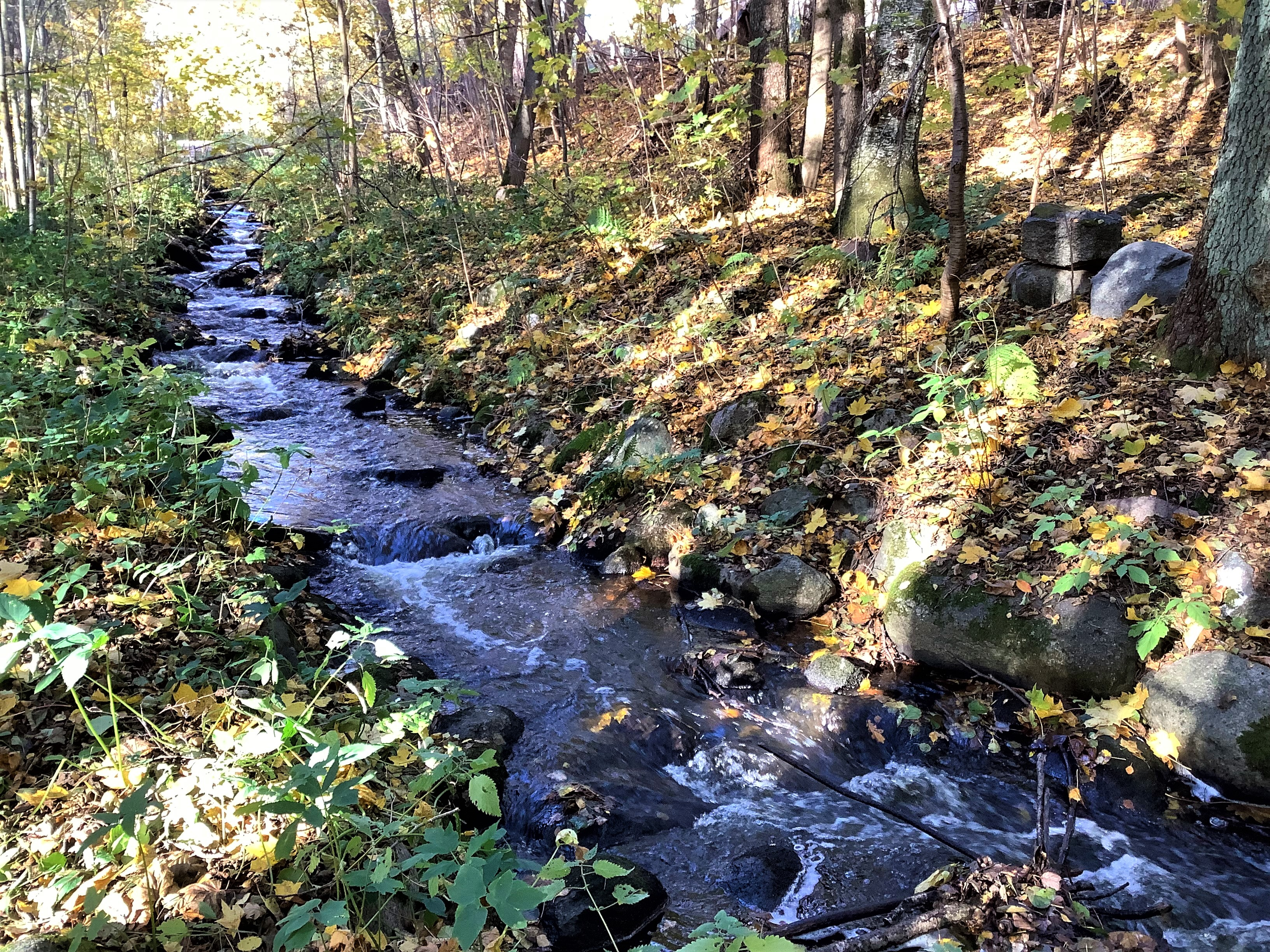
Fisktrappan